# Die Forelle
"Die Forelle" ("Forellen") op.32 (D.550) är en lekfull sång komponerad av Franz Schubert 1817. Texten är en dikt av Christian Friedrich Daniel Schubart. Musiken är strofisk så när som på en vers som har annan musik.
Melodin använde Schubert också till variationer i fjärde satsen av den så kallade Forellkvintetten för piano och stråkar (D.667) komponerad 1819.
1846 skrev Franz Liszt två parafraser för solopiano över Schuberts verk.